# Pseudodictamnus mediterraneus
Pseudodictamnus mediterraneus, deutsch auch Kreta-Schwarznessel genannt, ist eine Art aus der Gattung Pseudodictamnus und der Familie der Lippenblütler (Lamiaceae).

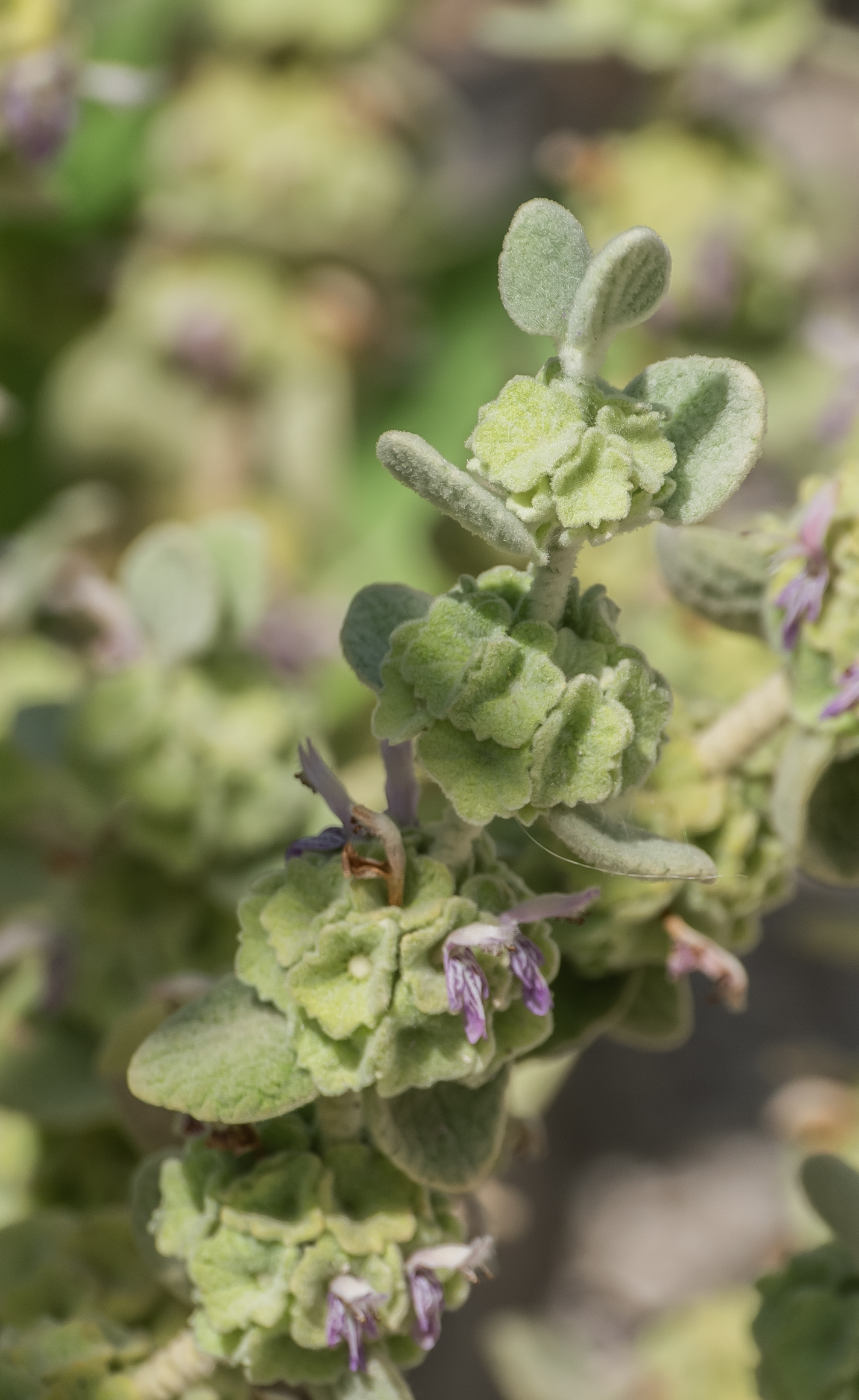
Pseudodictamnus mediterraneus

## Beschreibung
Pseudodictamnus mediterraneus ist eine ausdauernde Pflanze, die 30 bis 50 Zentimeter hoch wird. Die Stängel sind gelblich filzig und mit Sternhaaren besetzt. Die mittleren Stängelblätter sind 2 bis 3 Zentimeter lang, 1,5 bis 2 Zentimeter breit, fast ganzrandig, an der Basis leicht herzförmig, breit eiförmig bis fast kreisrund mit einem 2 bis 4 Millimeter langen Blattstiel. Sie sind dicht filzig behaart. Die Blüten stehen zu 6 bis 12 in Scheinquirlen. Der Kelch ist trichterförmig und 8 bis 10 Millimeter lang. Der Kelchsaum hat 7 bis 8 Millimeter Durchmesser und ist unregelmäßig gekerbt. Es sind 5 bis 10 Kelchzipfel vorhanden, sie sind breit dreieckig und mehr oder weniger spitzig. Die Blütenkrone ist 14 bis 15 Millimeter lang und weißlich oder purpurn. Die Oberlippe ist schwach gewölbt und flaumig behaart. Die 4 didynamischen Staubblätter sind kürzer oder fast so lang wie die Oberlippe.
Es werden Klausenfrüchte gebildet.

## Vorkommen
Pseudodictamnus mediterraneus kommt ursprünglich in Griechenland, in Kreta, auf Inseln der Ägäis, in der südwestlichen Türkei, im nordöstlichen Libyen und im nordwestlichen Ägypten vor. In Italien und Sizilien ist die Art ein Neophyt.

## Taxonomie
Pseudodictamnus mediterraneus wurde 1753 durch Carl von Linné in Species Plantarum Band 2 Seite 583 als Marrubium pseudodictamnus erstbeschrieben. Die Artbezeichnung pseudodictamnus = "Falscher Diptam" hatte Linné aus Caspar Bauhins Pinax (1623) entnommen. Die Art wurde 1834 durch George Bentham als Ballota pseudodictamnus (L.) Benth. in Labiatarum Genera et Species S. 594 in die Gattung Ballota gestellt. Erst 2018 hatten Salmaki & Siadati sie als Pseudodictamnus mediterraneus Salmaki & Sidiati in Taxon 67: 779 in die Gattung Pseudodictamnus gestellt. Weitere Synonyme sind Marrubium pallidum Salisb. und Beringeria pseudodictamnus (L.) Neck. ex Link.